# Persona 3 the Movie - 1: Spring of Birth
Persona 3 the Movie - #1: Spring of Birth (劇場版「PERSONA3 THE MOVIE #1 Spring of Birth」?) è un film d'animazione del 2013 diretto da Noriaki Akitaya.
Il film, prodotto da Atlus, sceneggiato da Jun Kumagai e distribuito da Aniplex, è basato sull'omonimo videogame Shin Megami Tensei: Persona 3.
La storia inizia con il giovane orfano Makoto Yūki che si trasferisce alla Gekkoukan High School nella città di Iwatodai e scopre un fenomeno chiamato "Dark Hour" durante il quale delle creature soprannaturali, chiamate Shadow, circolano liberamente. Dopo aver risvegliato un'abilità chiamata "Persona", Yūki si ritrova immischiato nella continua lotta contro gli Shadow con i suoi nuovi compagni di scuola. Durante la storia, Makoto e i suoi amici portano alla luce terrificanti verità inconsapevoli del destino che li attende.
Lo sviluppo del film iniziò nel 2012 quando fu mostrato per la prima volta durante la limitata distribuzione teatrale del film Persona 4 The Animation: The Factor of Hope il 9 giugno 2012. Più tardi, Aniplex annunciò la data di lancio del film prevista per l'Autunno 2013 e che gli originali doppiatori del gioco per PlayStation 2 avrebbero prestato le loro voci anche nella controparte cinematografica. Aniplex aprì quindi un sito promozionale, pubblicando quattro trailer e lanciando una campagna pubblicitaria che faceva uso dei vari meccanismi di Persona 3 applicati alla vita reale.
Il film è stato ufficialmente proiettato in tutti i teatri giapponesi il 23 novembre 2013.

## Trama
C'è un periodo di tempo nascosto tra un giorno e l'altro noto come Dark Hour. Durante questo periodo, il tempo stesso si ferma
all'insaputa dell'umanità, i loro corpi vengono trasformati in bare mentre terrificanti mostri, noti come Shadow, girano liberamente. Solo coloro che hanno risvegliato il potere speciale dei Persona possono resistere alla Dark Hour e avere la possibilità di battere quei mostri.
Makoto Yūki è un adolescente orfano che si trasferisce alla Gekkoukan High School a Tatsumi Port Island ed è costretto, nella più totale confusione, ad imbattersi subito nella Dark Hour non appena arrivato. Quando la sua nuova residenza al dormitorio Minatodai viene attaccata da un gigante Shadow, Makoto risveglia inaspettatamente il potere del suo Persona e aiuta a respingerne la minaccia. Dopo aver scoperto che i suoi nuovi compagni di dormitorio posseggono anch'essi il potere di evocare i propri Persona, lo invitano ad unirsi e a condurre un club segreto della Gekkoukan High School chiamato SEES - Squadra Speciale Esecuzioni Extracurriculari, i cui membri non hanno che un obiettivo: liberare il mondo dagli Shadow.

## Personaggi

### Principali
Makoto Yūki
Il protagonista della storia, avendo perso i genitori in un tragico incidente in tenera età, inizia a vivere nei sobborghi con i propri parenti. Nell'aprile del 2009 ritorna a Iwatodai dopo averci vissuto per 10 anni in precedenza, e dopo essersi iscritto alla Gekkoukan High School, si trasferisce nel dormitorio Minatodai. Tuttavia, scopre presto che la sua vita è destinata ad un drastico cambiamento dopo aver risvegliato l'abilità di evocare il proprio "Persona" ed essersi unito al resto degli studenti che da tempo combattono contro esseri mostruosi chiamati Shadow. Possiede un'abilità unica che gli permette di controllare non solo un Persona, ma molti di più, sebbene il suo Persona principale sia Orpheus.
Yukari Takeba
Studentessa del secondo anno alla Gekkoukan High School e compagna di classe di Makoto nonché coinquilina del dormitorio. In passato, Yukari ha perso il padre in un tragico incidente e si è iscritta alla Gekkoukan per investigare sui dettagli circa la sua morte. Fa parte della SEES (Squadra Speciale Esecuzioni Extracurriculari) e il suo Persona è Io.
Junpei Iori
Studente del secondo anno alla Gekkoukan High School e dotato di una personalità piuttosto ottimista che ama scherzare. Si trova nella stessa classe di Makoto e Yukari. Ha l'abitudine di gettarsi a capofitto in qualunque situazione senza ragionare troppo sulle conseguenze delle sue azioni. Sviluppa una rivalità con Makoto dettata dall'invidia verso il potere unico di quest'ultimo, invece di stabilire un legame con lui. Il Persona di Junpei è Hermes.
Mitsuru Kirijo
Mitsuru è una studentessa del terzo anno alla Gekkoukan High School la cui popolarità tra il corpo studentesco le ha garantito la carica di Presidentessa del Consiglio studentesco. È l'erede della famiglia Kirijo, una corporazione multinazionale che ha costruito Tatsumi Port Island mentre finanziava anche la Gekkoukan stessa. Ha risvegliato il suo Persona sin dalla tenera età ed è la fondatrice della SEES, il suo Persona è Penthesilea.
Akihiko Sanada
Studente del terzo anno alla Gekkoukan High School e residente al dormitorio Minatodai. È amico di Mitsuru sin dalla scuola media e dopo essere venuto a conoscenza degli Shadow, ha risvegliato anche lui il proprio Persona e si è unito alla causa. È iscritto alla squadra di boxe della Gekkoukan ed è in costante allenamento per diventare un combattente sempre più forte. Il suo Persona è Polydeuces.
Fūka Yamagishi
Studentessa del secondo anno alla Gekkoukan High School. La sua personalità gentile e tranquilla combinata con un aspetto all'apparenza debole l'hanno fatta cadere vittima di atti di bullismo dai suoi compagni di classe. Il suo Persona è Lucia.
Shinjiro Aragaki
Ex studente del terzo anno alla Gekkoukan High School ed ex membro della SEES, entrambe lasciate per le sue proprie ragioni. È un vecchio amico di Akihiko e Mitsuru, ma tende a mantenere la loro relazione a distanza. Il suo comportamento strano e misterioso lo porta spesso a scontrarsi con Akihiko.
Igor
Padrone della Velvet Room, un posto che esiste in un reame tra sogno e realtà.
Elizabeth
Aiutante di Igor nella Velvet Room. È vestita spesso come un'impiegata in un ascensore e porta con sé un libro noto come "Persona Compendium".

### Secondari
Pharos
Un misterioso bambino che appare a Makoto appena dopo essere arrivato al dormitorio Iwatodai, presentandogli un contratto. Indossa sempre un abito a strisce bianche e nere.
Natsuki Moriyama
Una ragazza della Gekkoukan High School che tormenta Fūka
Shuji Ikutsuki
Presidente del comitato di bordo alla Gekkoukan High School e consigliere della SEES.

## Colonna Sonora

### Temi
Seiji Kishi, direttore della produzione, ha fatto notare in una intervista come i temi presentati nel gioco di Persona 3 fossero più pesanti e oscuri del suo successore Persona 4. Dal momento che il film segue fedelmente la trama del videogioco, i temi e le musiche del gioco sono state portate anche alla sua controparte cinematografica.
Il concetto di bullismo nelle scuole è stato portato anche nel film tra i personaggi di Fūka Yamagishi e Natsuki Moriyama.

### Musica
La colonna sonora per il primo capitolo della serie di film, Spring Of Birth è stata composta da Shoji Meguro. La prima compilation musicale intitolata "Persona 3 The Movie #1 Spring of Birth Theme Song" è stata lanciata da Aniplex il 2 ottobre 2013. Il disco contiene "More Than One Heart" di Yumi Kawamura, che è il tema principale del film. Kawamura ha già apportato il proprio contributo vocale a molte canzoni provenienti dal videogame di Persona 3. Ha dato voce anche alla versione "Spring Of Birth" del tema principale di Persona 3 "Burn My Dread", che ha fatto il proprio debutto sul disco.

## Sequel
Durante i titoli di coda, viene annunciato il seguente episodio di questa serie di film: Persona 3 The Movie#2: Midsummer Knight's Dream.